# 佐世保初売り
佐世保初売り（させぼはつうり）は、毎年1月2日に長崎県佐世保市の（主に、さるくシティ4○3アーケード（四ヶ町商店街、佐世保玉屋、三ヶ町商店街など）中心街で行われる年間行事である。

## 概要
いわゆる一般的な初売りと違う点は、多くの店が早朝から営業を開始するところである。
この日は、主に午前4時30分～6時の間に殆どの店舗が営業を開始するが、一部店舗は日付が変わる深夜0時から営業するところもある。そのため、西肥バス（させぼバスも含む）や松浦鉄道は早朝の臨時便を出している。この日の人出は約20万人とされる。
近年、郊外に構える大型店舗などは元旦に初売りを開始するところも出てきている。仙台初売りのように元日営業・2日初売りの店舗は少ない。例えば、元日から営業するイオンでも、四ヶ町商店街にある佐世保店では佐世保初売りの慣例に倣い、2015年（平成27年）までは元日を定休日としていたが、2016年（平成28年）は開業以来初の元日営業が行われた。なお、2016年（平成28年）は2日の早朝営業を慣例に倣って継続して実施していたが、2017年（平成29年）からは開店時刻が遅くなり、普段より1時間早い8時（通常は9時）開店となっている。